# 丽迪娅·简·鲍威尔
丽迪娅·简·鲍威尔（英語：Lydia Jane Powell，1996年4月18日—），英格蘭女子羽毛球運動員。

## 簡歷
2015年10月，丽迪娅·简·鲍威尔出戰以色列夏瑣羽毛球國際賽，奪得女子單打亞軍。

## 主要比賽成績
只列出曾進入準決賽的國際賽事成績：
| 年份   | 賽事                   | 公開賽級別 | 項目     | 拍檔 | 成績   |
| ------ | ---------------------- | ---------- | -------- | ---- | ------ |
| 2015年 | 歐洲青年羽毛球錦標賽   | 其他       | 混合團體 | －   | 亞軍   |
| 2015年 | 以色列夏瑣羽毛球國際賽 | 未來系列賽 | 女子單打 | －   | 亞軍   |
| 2016年 | 拉脫維亞羽毛球國際賽   | 未來系列賽 | 女子單打 | －   | 準決賽 |

| 2007-2017年 | 首要超級賽 | 超級賽 | 黃金大獎賽 | 大獎賽 | 國際挑戰賽 | 國際系列賽 | 未來系列賽 | 其他 |

| 2018-2026年 | 總決賽 | 超級1000賽 | 超級750賽 | 超級500賽 | 超級300賽 | 超級100賽 | 國際挑戰賽 | 國際系列賽 | 未來系列賽 | 其他 |